# بیتی شرم
بیتی شِرَم (انگلیسی: Bitty Schram؛ زادهٔ ۱۷ ژوئیهٔ ۱۹۶۸) یک هنرپیشه اهل ایالات متحده آمریکا است.

## گزیدهٔ آثار

### سینما
- لیگ خودشان (۱۹۹۲)
- یک روز خوب (۱۹۹۶)
- اتاق ماروین (۱۹۹۶)

### تلویزیون
- مانک (۲۰۰۴–۲۰۰۲ و ۲۰۰۹)